# 释戒忍
释戒忍（1959年1月—），男，汉族，浙江金华人，中国佛教僧人，曾任中国佛教协会副会长，浙江省佛教协会会长，普陀山全山方丈，第十届全国政协委员。